# Antin Staruch
Antin Staruch (ur. 1856 w Bereżnicy Wyżnej, zm. 1938) – ukraiński działacz społeczny i polityczny, poseł do Sejmu Krajowego Galicji VIII i IX kadencji.
Był synem Mychajła Starucha i bratem Tymoteja Starucha. Poseł do Sejmu Krajowego Galicji z ramienia Ukraińskiej Partii Narodowo-Demokratycznej. W latach 1918–1919 był członkiem Ukraińskiej Rady Narodowej i komisarzem ZURL na powiat leski.

## Literatura
- Енциклопедія українознавства, Lwów 1993, t. 8, s. 3034
- Stanisław Grodziski „Sejm Krajowy Galicyjski 1861–1914”, Wydawnictwo Sejmowe, Warszawa 1993, ISBN 83-7059-052-7